# ニュース滋賀いろ
『ニュース滋賀いろ』（ニュースしがいろ）は、びわ湖放送（BBC）で放送中のローカルニュース番組である。

## 概要
2020年3月27日に放送を終了した前番組『キラりん滋賀』内のニュースコーナーを独立させ、テレビ大阪制作の『やさしいニュース』、テレビ東京制作の『ゆうがたサテライト』を含めたコンプレックス番組『BBCニュース+』の1つ。
その日の滋賀県の色んなニュースを通し、滋賀県の「色」を伝えるとしている。

## 出演者
| 期間      | 期間 | 月曜日            | 火曜日            | 水曜日            | 木曜日            | 金曜日          |
| --------- | ---- | ----------------- | ----------------- | ----------------- | ----------------- | --------------- |
| 2020.3.30 | 現在 | 河合康行 森田恵奈 | 河合康行 釜本莉奈 | 西田育弘 釜本莉奈 | 河合康行 森田恵奈 | 南あずさ 大西遥 |

## 特別番組放送時の対応
- 2020年6月24日

『テレ東音楽祭2020夏もう一度聞きたい最強ヒットソング100』（17:55 - 22:00）放送のため、『ゆうがたサテライト』のネットを休止し、当番組の開始時刻を6分繰り上げ、放送時間を1分拡大した（16:54 - 17:10）。